# Jana Elhassan
Jana Fawaz Elhassan (em árabe: جنى الحسن; Líbano, 1985) é uma romancista e contista libanesa premiada. Ela trabalha como jornalista de jornal e redatora de televisão desde 2008.

## Biografia
Jana Elhassan nasceu em Btouratij, distrito de Koura, no Líbano. Seu primeiro romance, "Forbidden Desires", ganhou o Prêmio Simon Hayek, e seus segundo e terceiro romances, "Me, She and Other Women" e "Ninety Ninth Floor", foram selecionados para o Prêmio Internacional de Ficção Árabe, respectivamente, em 2013 e em 2015. Seu terceiro romance foi o primeiro a ser traduzido para o inglês.
Da primeira vez em que foi indicada para o Prêmio Internacional de Ficção Árabe, Jana Elhassan ultrapassou romancistas consagrados como Elias Khoury e Hoda Barakat.
Em 2015, Jana Elhassan foi listada entre as 100 mulheres mais inspiradoras do mundo pela BBC, um programa de duas semanas com mulheres inspiradoras de todo o mundo.

## Obras
- 2009 - Forbidden Desires[1]
- 2013 - Me, She and Other Women[1]
- 2016 - Ninety Ninth Floor[2]